# История Пятигорска
Древнейшие археологические артефакты найденные в Пятигорье датируют III тыс. до н. э., а документированная история Пятигорска уходит корнями в 12-13 вв.

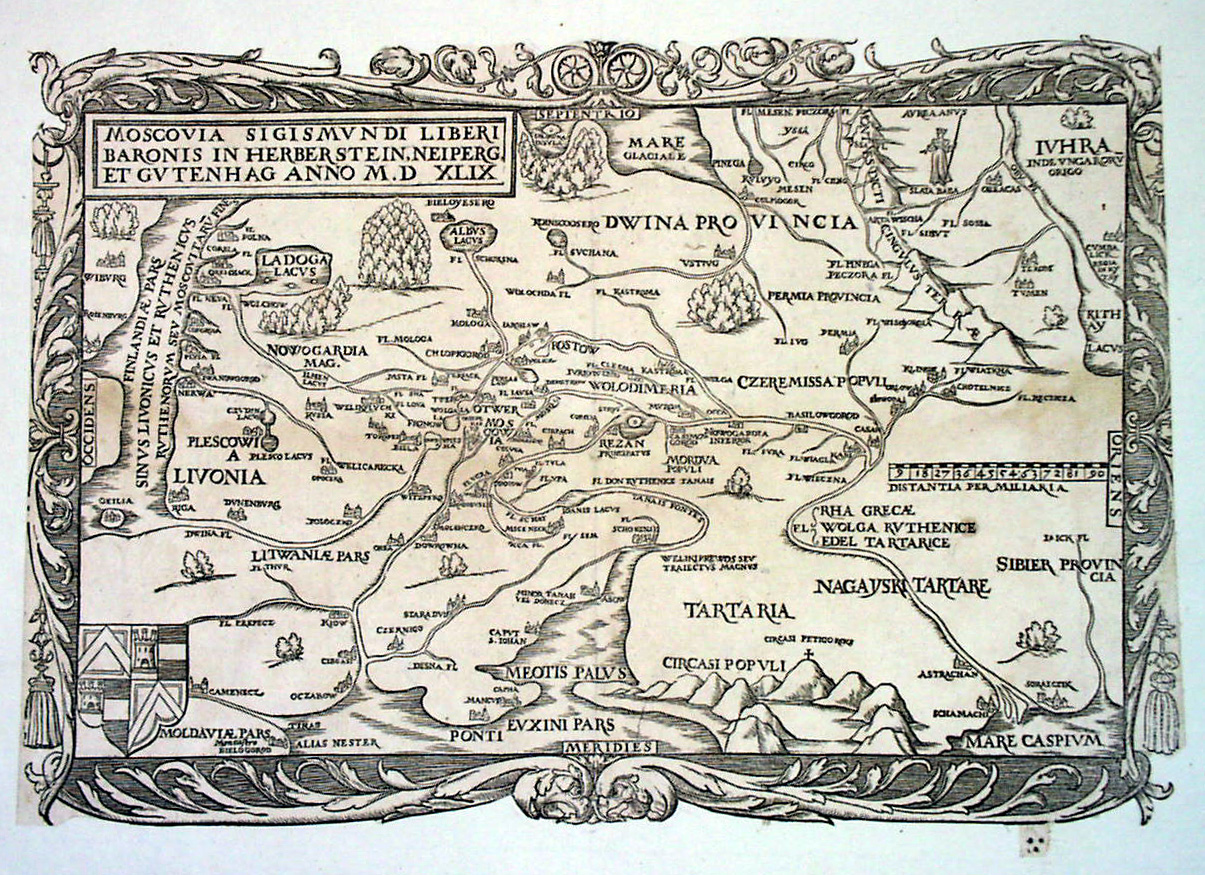
Карта Московии, опубликованная Герберштейном в 1549 г

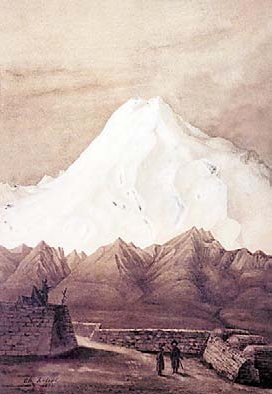
«Крепость в Пятигорске с видом на Эльбрус». Рисунок Шарля Ребуля, 1894 г.

## Пятигорье в древности
В начале III — тысячелетия до нашей эры на территории Пятигорья и Ставропольской возвышенности жили племена майкопской культуры. Культура получила своё название от местонахождения кургана Ошад, раскопанного учёными в 1897 году в Майкопе.
В захоронениях начала I тысячелетия обнаружены египетские фаянсовые амулеты. Они обнаружены в 21,5 % погребений I—II (III) вв.
В книге Семёна Броневского «Новейшие географические и исторические известия о Кавказе», вышедшей в 1823 году, есть сведения о том, что «греки называли сие место Пентаполис». И ещё одно указание на древних авторов содержится в книге И. Апухтина «Гора Бештау и её окрестности» (Пятигорск, 1903): «Описание предгорий Бештау мы находим ещё у греческих писателей Птоломея и Агатамара, которые говорят, что предгория Бештау, благодаря чудных пастбищ, славились прекрасною породою лошадей».

## Золотая Орда
Русский историк 18 века И. Н. Болтин называет Пятигорье родиной «пятигорских черкас»:
В 1282 г. Баскак татарский Курского княжения призвав Черкас из Бештау или Пятигорья, населил ими Слободы под именем Казаков
В. Н. Татищев в «Истории Российской с самых древнейших времён» дополняет указывая на их связь с Черкассами на Днепре: 
Оные прежде из кабардинских черкес в 14-м веке в княжестве Курском, под властью татар собравши множество сброда, слободы населили и воровством промышляли, и из-за многих на них жалоб татарским губернатором на Днепр переведены, и град Черкасы построили. Потом, усмотрев польское беспутное правление, всю Малую Русь в казаков превратили, гетмана или отомана избрав, все черкесами поименовались. При царе Иоанне IV-м, на Дон с князем Вешневецким перейдя, град Черкасский построили…

Примерная карта караванных путей, проходящих через древний Маджар (по Э. В. Ртвеладзе, 1974 г.)

Одно из первых упоминаний о местности Пять гор с источником горячей воды было сделано арабским путешественником Ибн Батутой в 1334 год, который посетил ставку хана Золотой Орды Узбек-хана, располагавшуюся в окрестностях города Маджара, где хан принял его с небывалым почётом.
Потом поехал я в табор Султана, который был тогда на месте, называемом Беш даг (пять гор) и вскоре достиг орды (urdu) его, или лагеря первого числа рамадана. Там увидели мы целый движущийся город, с улицами, домов, мечетями и кухнями; по повелению Султана Мугаммеда, мгновенно все останавливается на том месте, где он велит. Султан Узбек весьма могущ, обладает великою властью и страшен неверным. Он один из семи великих царей в мире, которые суть: Султан Западный, Султан Египта и Сирии, Султан обоих Ираков, Султан Турков, Узбек, Султан Туркистана и Мавара-эль-Нагара, Султан Индии и Султан Китая.
В 1395 в ходе своего завоевательного похода на Орду, разгромив последнего золотоордынского хана Тохтамыша Пятигорье посетил Тимур, где он пробыл несколько дней о чём упоминает Шереф-ад-дин Йезди.

## Связи с Москвой
Пятигорские черкасы, будучи православными христианами издревле имели контакты с Московией о чём сообщает И. Н. Болтин:
В 1380 г. после битвы на Куликовом Поле казаки поднесли князю Дмитрию Донскому икону, принесенную ими с гор (Гребенская Божья Матерь)
Сигизмунд фон Герберштейн, посол германского императора, посетивший Московию в 1517 и в 1526 гг., рассказывал, что там, где Кавказский хребет упирается в южный рукав Кубани, в горах жили черкасы пятигорские или чики:
Этот народ, надеясь на защиту своих гор, не оказывает послушания ни туркам, ни татарам. Русские утверждают, что это христиане, что они живут по своим обычаям, ни от кого не зависят, исповедуют греческую веру, а службу церковную отправляют на славянском языке, которым главным образом и пользуются. Они по большей части смелые пираты. Спускаясь в море по рекам, которые текут с их гор, они грабят, кого попало, а особенно купцов, плывущих из Кафы в Константинополь.

В ноябре 1552 года (в год покорения Казани) в Москву прибыло посольство от пятигорских черкас с просьбой, чтобы русский государь 
бити челом, чтобы их государь пожаловал, вступился в них, а их з землями взял себе в холопи, а от крымского царя оборонил. (Никоновская летопись)
Итогом посольства стало принятие черкас Иваном Грозным в подданство Руси под защиту от нападок крымского хана Давлет Гирея, против которого в 1555 году царь выставил воеводу боярина Ивана Васильевича Большого Шереметева с 13-тысячным войском. Осенью 1556 года одновременно с нападением действовавшего на стороне Ивана Грозного князя Вишневецкого на крымскую крепость Ислам-Кермен пятигорские черкесы князья Таздруй и Сибок взяли турецкие города Темрюк и Тамань, использовав при осаде пушки, полученные от московского царя.
В 1561 году состоялся брак Ивана Грозного с Марией Темрюковной, «из черкас пятигорских девицей». Тогда же, судя по актам, «сошли на Москву» последние черкаские князья, в дальнейшем игравшие большую роль в русской истории. В 1571 году, отвергая притязания Турции на кабардинские земли, Иван Грозный в грамоте, посланной турецкому султану Селиму, писал: «слуху не было, что черкасы пятигорские твоему царьству прикладны были».
В 1627 в Книге большому чертежу, одном из первых изданий содержащих подробное описание всех владений Московии, мы встречаем описание источников:
А ниже Курпы реки 20 верст пал в Терек с правой стороны колодезь горячий. А ниже Баксана реки - река Палк 20 верст; а сошлися те 4 реки все в одно место и оттого потекла одна река Белая, а по тем рекам земля Пятигорских черкас, колодезь горячий
Территория Пятигорья продолжала находиться между двух огней в зоне конфликта России и Турции вплоть до полного вхождения в состав России. Незадолго до 1707 года, кабардинцы отказались платить Крыму обычную подать мальчиками и девочками, известную под названием аиблик (то есть постыдная или позорная подать), и, покинув свои жилища около Пиштав (гора Бештау), удалились в неприступные горы Балканджан (вероятно, в верховьях р. Малки). Крымский хан Каплан-Гирей пошёл против них с многочисленным войском (более 30 тысяч воинов вместе с ногайцами и другими), но потерпел поражение и сам едва спас свою жизнь. Эту неудача в итоге привела низложению хана в декабре 1707 года.
В 1709 году на берегах реки Подкумок произошло сражение черкесов во главе с Мурзабеком Тамбиевым со вторгшимися в Пятигорье крымско-турецкими войсками. Под одной из версий, название озера Тамбукан возникло от имени князя Тамбиева, который сложил голову и похоронен в районе этого озера. Так с кабардинского Тамбукан (Тамбы къана) можно перевести как «останки Тамбия».

## В составе Российской империи

Карта Терской области

В 1769 году на территорию Кабарды вторгся и стал лагерем у горы Бештау командующий русскими войсками на Кавказе генерал И. Ф. де Медем. С ним было около 3000 человек (4 роты кизлярской гарнизонной команды, Грузинский гусарский полк и 3 эскадрона драгун при десяти орудиях).
1773 — российский учёный Гюльденштедт в своих описаниях упомянул Горячую гору с её трещиной и вытекавшим из неё горячим серным источником. В 1774 году Кабарда вместе с Пятигорьем отошла к России по Кучук-Кайнарджийскому мирному договору.
1780 по указанию Екатерины Второй началось строительство Константиногорской крепости — одного из укреплений Азово-Моздокской оборонительной линии — на территории нынешнего района Новопятигорск. Этот год считается официальным годом основания Пятигорска. В 1785 Пятигорье и Кавминводы вошли в состав вновь образованного Кавказского наместничества.
Занимавшие Константиногорскую крепость солдаты 16 Егерского полка обратили внимание на горячие минеральные источники горы Машук. Этот год считается официальным годом основания Пятигорска. Рядом постепенно выросла слобода, где селились отслужившие свой срок солдаты.
В 1793 году Российская Академия наук командировала на Кавказ известного натуралиста-путешественника П. С. Палласа, который подробно описал источники и сделал впервые качественный химический анализ минеральных вод. (Все анализы минеральных вод до Смирнова проводились за пределами Кавминвод — в Петербурге, Москве, Харькове). Солдаты, жившие близ горячеводских источников, были уже знакомы с их целебными свойствами, и от них в том числе российский учёный узнал, что серные ванны полезны от кожных болезней, ревматизма, подагры и т. п. Важнейшим результатом поездки Палласа было обследование Нарзана, которому он предавал большое значение и предсказал блестящее будущее. Сообщение Палласа в Академии наук произвело большое впечатление, и интерес к Кавказским Минеральным водам значительно возрос. После посещения и изучения горячих вод учёными весть о целебных водах распространялась всё шире, привлекая на горячие серные воды больных из самых отдалённых городов Российской империи.
Последующие исследования Пятигорских минеральных вод и Кисловодского Нарзана были произведены в 1801 году химиком Симеоном, а в 1802 — штаб-лекарями Крушневичем, Гординским и аптекарем Швенсоном. По полноте и точности солевого состава эти анализы можно считать первыми в истории изучения химизма этих источников.

### Возникновение постоянного курортного поселения Горячие Воды
В 1803 начинается история будущего Пятигорска как города-курорта, которым он был объявлен специальным указом Александра I.
В 1803 году архитектор Н. А. Львов на Горячих водах открыл два новых источника и приказал высечь ванну в травертинах Горячей горы.
В этот период (1800—1810 года) в окрестностях курортов поселяются первые западноевропейские колонисты. Целью их приглашения было лучшее благоустройство и продовольственное обеспечение новых российских здравниц. Близ Пятигорска в 1802 году выходцами из Шотландии Г. Брунтоном и А. Патерсоном была основана колония Каррас (с 1809 года здесь же поселяются немецкие колонисты — выходцы из Поволжья (Сарепты)). В окрестностях Пятигорска в 1819 году немцами была основана колония Николаевская, а в 1831 году — Константиновская (к востоку Машука от станицы Константиновской до Карраса и по сей день раскинулись благоухающие виноградники). В окрестностях горы Верблюд поселились итальянские виноделы (Калаборка и Темпельгоф).
Впервые употребление минеральных вод как метод лечения в Пятигорске было открыто и введено в 1809 году профессором Ф. П. Гаазом, после открытия Елизаветинского («кислосерного») источника.
Эпидемия чумы, начавшаяся в черкесском ауле близ Георгиевска и распространившаяся на весь Кавказ, продолжалась вплоть до 1808 года. Напряженная внешнеполитическая обстановка: войны с Турцией, Персией, наполеоновской Францией и эпидемия чумы вынудили российское правительство отложить начавшееся благоустройство Горячих и Кислых вод.
Первостепенным стал вопрос благоустройства Горячеводской долины, которая в первые годы выглядела так: «… во время курса была постоянно уставлена от начала до конца кибитками, балаганами, палатками. При выходе в долину между оконечностью внутреннего хребта и берегом Подкумка для защиты посетителей от нападения черкесов были расположены лагерем, в виде полукруга, егеря, казаки и артиллерия. Позади их, под открытым небом, помещались калмыки, владельцы отданных в наём кибиток. На возвышенных и открытых пунктах Горячей горы и внутреннего хребта … располагались пикеты. Вообще картина, которая представлялась взорам новоприбывшего на Воды при въезде в Горячеводскую долину, поражала своею необыкновенностью: она зараз напоминала и военный лагерь, и шумную провинциальную ярмарку, и столичный пикник, и цыганский табор».
В 1809—1810 годах Кавказские Минеральные воды посетил известный московский врач Фридрих Иосифович Гааз. Доктору Фёдору Петровичу Гаазу (как звали его в России) принадлежит честь открытия новых целебных источников в Пятигорске, итогом его исследований стала книга «Моё путешествие на Александровские воды».
В 1809 году исправник Водынский построил первый дом в Горячеводской долине. По другим данным первый дом в Горячеводской долине построен стряпчим из Георгиевска Чернявским в 1812 году.
В 1809 году при источнике Горячий (Александровский), по-прежнему, была только одна ванна, в которой с трудом помещалось шесть человек, купавшихся вместе, несмотря на различные болезни.
В 1812 году в городе появляется польская колония из поляков-военнопленных, служивших в армии Наполеона в 1812 году, которые были сосланы на Кавказ. В 1813 строится костел вокруг которого вырастает католическая община.
В 1813 году купец Иван Варваций возвел два турлучных домика, крытых камышом: один для приема ванн у открытого им источника, другой — для жилья. По окончании лечения подарил их казне. Источник и первые казённые ванны стали впоследствии называться «Варвациевскими».
1816—1827 — годы командования войсками Отдельного Кавказского корпуса генералом А. П. Ермоловым. В это время в Горячеводске, у подножия горы, солдаты выстроили Елизаветинские ванны, перед которыми разбили цветники, а рядом начато строительство деревянного (из бруса) ванного здания по проекту Иоганна Ф. Вильстера (закончено в 1821 году), получившего название Ермоловского и просуществовавшего до 1874 года. Строительство первого ванного здания на каменном фундаменте стало отправной точкой отсчёта в возведении капитальных казённых строений. За городом заложили обширный сад с персиками, абрикосами и сливами.
В 1820 году город впервые посетил А. С. Пушкин, писавший брату во время путешествия с семьей генерала Раевского:
Жалею, мой друг, что ты со мною вместе не видел великолепную цепь этих гор, ледяные их вершины, которые издали на ясной заре кажутся странными облаками, разноцветными и неподвижными.; жалею, что не всходил со мною на острый верх пятихолмного Бешту, Машука, Железной горы, Каменной и Змеиной
В 1822 по распоряжению Ермолова была учреждена особая строительная комиссия и приглашены архитекторы братья Джузеппе и Джованни Бернардацци. Одно из самых известных творений братьев в Пятигорске — здание гостиницы «Ресторация» — было построено в 1826 году. Эта гостиница во времена стала первым общественным зданием в Пятигорске.
В 1823 году для более полного и всестороннего описания Кавминвод из Санкт-Петербурга был командирован профессор Медико-хирургической академии А. П. Нелюбин. В 1825 году вышел его капитальный труд «Полное историческое, медико-топографическое, физико-химическое и врачебное описание Кавказских Минеральных Вод», которое много лет было основой для развития Кавказских курортов.
В 1825 году проложен почтовый тракт из Георгиевска на Горячие Воды. Он проходил по левому берегу реки Подкумок вдоль южного ската Горячей горы через Кабардинскую слободку западнее горько-солёных озёр на Константиновском плато, что облегчило и сократило прежний путь кругом Машука. В связи с прокладкой нового Георгиевского тракта вдоль северного берега р. Подкумок и южных склонов Машука близ въездной заставы (участок Теплосерной улицы, восточнее Горячеводского спуска) была распланирована солдатская слободка Кабардинка. Её населили семейные и отставные солдаты, жители слободки при Константиногорской крепости.
По инициативе Ермолова в 1825 году поблизости от горы Машук, вдоль реки Подкумок была образована казачья станица, названая впоследствии Горячеводской.
В 20-е годы XIX века впервые проведены сносные дороги между «группами» и в окружной город Георгиевск (тогдашний губернский центр; вскоре, по представлению генерала Ермолова, губернским городом стал Ставрополь). В посёлке Горячеводск («курорт Горячие воды») построена первая казённая гостиница — Ресторация (1825—1828), первое капитальное здание Николаевских (ныне Лермонтовских) ванн, два офицерских дома, заложен парк «Цветник» и проложен бульвар, обсаженный липами, появились романтический «Грот Дианы» и «Эолова арфа». В 1824 году вышло предписание генерала Ермолова о назначении доктора Ф. П. Конради первым (постоянным, в том числе в зимнее время) главным врачом на Кавказских Минеральных водах.
10/22 декабря 1827 года в Петербурге создано особый (специальный) временный комитета для согласования планов благоустройства КМВ. В 1828 году комитет ввёл названия всем источникам и селениям при главных из них: Горячеводск, Железноводск и Кисловодск.

### Пятигорск — окружной город
6/18 февраля 1827 года издан Высочайший Указ Николая I о новом окружном городе при КМВ вместо Георгиевска. 26 января последовало собственноручное Николая I повеление: «Представить план будущему городу».
В именном указе Николая I Главноуправляющему в Грузии в связи с утверждением «Учреждения для управления Кавказской области» отмечалась необходимость образования при минеральных водах вместо Георгиевска, имевшего неудобное положение и «нездоровый климат», нового окружного города. Сенатским указом от 14 мая 1830 года центр округа был перенесён в новый окружной город с наименованием его Пятигорск. Георгиевский округ переименован в Пятигорский. 1 августа 1830 года в Пятигорске были открыты окружные присутственные места. В 1831 году зодчим Дж. Бернардацци составлен план города Пятигорска. По углам плана находились сделанные зодчим рисунки города, а в центре — изображение братьев Бернардацци. По другим данным, план был утверждён в 1830 году. 1 августа 1831 года открылись окружные присутственные места в Пятигорске. В 1831 году было объявлено о льготах желающим поселиться в Пятигорске.
Название Пятигорье закрепилось за всей северной (центральной) частью района Кавказских Минеральных Вод. Это название связано с расположением близ Пятигорска пятиглавой горы Бештау. Название горы имеет тюркское происхождение и означает «пять гор». Нарзанные ванны в Кисловодске принимались больными после лечения серными ваннами в Пятигорске и железистыми в Железноводске. Этот процесс лечения соответствовал существующему воззрению горцев, по которому горячие серные пятигорские воды, называемые горцами «мёртвой водой», расслабляли тело человека, тёплые железноводские воды, называемые «живой водой», оживляли тело, а кисловодский нарзан, как правило, холодный, сообщал организму богатырскую силу.
В 1830 года основана Средняя Солдатская слободка у завершения Георгиевского тракта, соединившая прежнюю слободку Кабардинку с центром курортного города. Нижняя сторона Средней слободки была заселена довольно быстро, а застройка её северной нагорной части, велась вплоть до начала XX века.
В 1835 году для решения проблемы с озеленением за городом на берегу Подкумка по приказу А. А. Вельяминова основывается садовая школа, или «казенный сад» на площади в 4 десятины (ныне парк культуры и отдыха им. С. М. Кирова). Должность садовника при КМВ с 1835 по 1 января 1839 года исполнял англичанин Людвиг Джерсей, которому отводилось три помощника и «значительное число рабочих и подвод… для присмотра и разработки садов».
На Горячих водах отмечено 9 марта 1836 года исчезновение Александровского источника, который появился вновь только вечером 14 марта в прежнем количестве.
На 1 июля 1836 года в Пятигорске насчитывалось 390 домов и 1175 жителей. С 19 по 20 августа по неизвестной причине в Пятигорске сгорело 26 домов.
В 1837 году был высочайше утверждён новый план застройки города. Николай I при рассмотрении проектов изъявил желание, «чтобы пятигорская церковь была сооружена о пяти главах» (подобно пятиглавому Бештау). Проект К. А. Тона был Высочайше утверждён в январе 1842 года. Позднее был заменён проектом Андреева. Величественный Соборный храм во имя Христа Спасителя, исцеляющего [утоляющего] расслабленного у овчей купели (Спасский собор), строился 22 года на пожертвования и украсил город в 1869 году (закладка храма была назначена на 25 июня 1847 года — день рождения императора; разрушен в 1935—1936 гг).
16-18 октября 1837 Николай I инспектировал территорию нынешнего Ставрополья. Путь его лежал через города Пятигорск и Георгиевск, станицу Александрийскую, села Сухая Падина, Александровское, Калиновское, Сергиевское, хутор Базовый, село Старомарьевское, город Ставрополь, села Верхнерусское, Московское, Донское, Безопасное, Преградное и Медвеженское. 16 октября он осмотрел в Пятигорске все курортные заведения, офицерскую больницу, казармы, церковь. На развитие города император решил ежегодно жертвовать 200 тыс. руб. ассигнациями. Высоко оценивая роль братьев Бернардацци в благоустройстве курорта, царь соизволил лично рецензировать их проекты, одобрив 19; Джузеппе Бернардацци был пожалован драгоценной табакеркой.
В 1837 году на пожертвования начальника Центра Кавказской линии генерал-майора князя Владимира Сергеевича Голицына (1794—1861) сооружён помост над Провалом и спусковое устройство. К 1841 году помост над Провалом от серных испарений пришел в ветхость и был сломан.
В 1838 году в городе открыты первые заводы: кирпичный и пивоваренный.
25 февраля (9 марта) 1839 года вторично на целый год исчезла вода Александровского источника, что повлекло закрытие Николаевских и Ермоловских ванн, Старых, Солдатской и Народной купален. Перед исчезновением «слышен был небольшой стук в горе».
В мае 1840 года на высшей точке Горячей горы был устроен флагшток. Поднятие флага и удар колокола означали время принятия ванн.
15 июля 1841 года у подножия горы Машук, состоялась дуэль между М. Ю. Лермонтовым и Н. С. Мартыновым, которая привела к гибели поэта, навечно привязав его имя к Пятигорью, где он прожил последние годы.
В 1842 году был утверждён герб города Пятигорска. Вверху — герб Кавказской области, внизу — изображение горы Бештау.

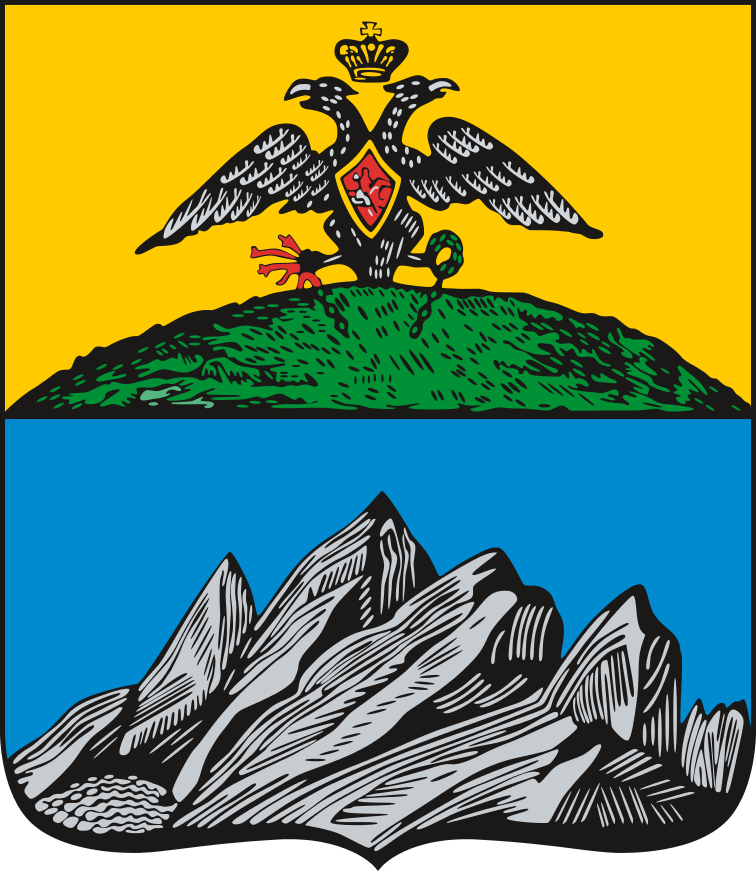
Герб (1842)

В 1843 на Кавказ была послана экспедиция во главе академиком-химиком Ю. Фрицше, где его помощник С. Л. Левицкий сделал замечательные пейзажные снимки Пятигорска, Кисловодска, гор Машук и Бештау. Пять лучших из них попали на выставку в Париж и были удостоены медали.
В июне 1845 года случилось сильное наводнение реки Подкумок от проливных дождей, испорчены дороги, строения, снесён пешеходный мост через Подкумок.

### Пятигорск — уездный город
В 1847 году Кавказская область (до 1822 — Кавказская губерния) была преобразована в Ставропольскую губернию сохранив прежние границы, в её составе находится Пятигорский уезд (преобразованный из округа), наряду со Ставропольским и Кизлярским уездами. В этом же году в Пятигорске было учреждено Управление Кавказских минеральных вод.
В 40-50-е годы XIX века при наместнике Кавказа князе М. С. Воронцове и управляющем Кавказскими минеральными водами Д. А. Всеволожском строительство на Водах вновь оживилось: в каждом из городов КавМинВод строятся галереи (гл. арх. С. И. Уптон): Елизаветинская (Академическая) в Пятигорске (а также Теплосерные ванны), галерея источника № 17 в Ессентуках, Нарзанная в Кисловодске, деревянная в Железноводске (строительство многих объектов было приостановлено и затянулось из-за случившегося на Кавминводах в 1852 году землетрясения). В Пятигорске в 1850 году по указанию Воронцова был создан первый в России музей под открытым небом — Музей древностей Северного Кавказа. В середине XIX века начинается планомерное изучение пятигорского курорта; большой вклад по изучению и систематизации проделал Ф. А. Баталин. Дважды он спускался в Пятигорский Провал на глубину 26 м и подробно описал Провальное озеро и его термальные воды; ему удалось открыть несколько новых, неизвестных ключей. По личному приказу князя А. И. Барятинского в 1859 году была основана первая на КМВ курортная библиотека в Пятигорске.
27 (15) марта 1848 года. Предписание наместника Кавказского М. С. Воронцова управляющему Кавказскими Минеральными Водами генерал-майору Д. А. Всеволожскому о строительстве водопровода в Пятигорске.
В 1849 году началось омнибусное сообщение между группами Вод — первого вида общественного транспорта. Многоместные на 15-20 человек крытые экипажи на конной тяге работали только во время курса. На них перевозили не только курортников, но и почтовую корреспонденцию. Поездки производилась от Горячих Вод от здания «Ресторации» ежедневно туда и обратно: один — через Ессентукскую группу на Кислые Воды, другой — через колонию Каррас на Железные Воды.
В 1850 году был построен зимний театр. По указу М. С. Воронцова из сумм Кавминвод взаимообразно под залог дворянин К. М. Зелинский, содержатель Ставропольской театральной труппы, получил сумму 3500 рублей на постройку в Пятигорске каменного театрального дома с флигелями по проекту С. И. Уптона.
В 1851—1852 годах была проложена новая дорога на вершину горы Машука. Учреждено «Депо кабриолетов» у Михайловской галереи для посадки в экипажах-кабриолетах, запряжённых осликами, на вершину горы.
16/28 мая 1852 года в Пятигорск, ставший литературной колыбелью великого русского писателя, впервые приехал Л. Н. Толстой. Здесь в доме № 252 на Кабардинской слободке им было завершено его первое произведение «Детство» и отсюда в июле 1852 года отправлено в редакцию наиболее популярного в то время журнала «Современник». При отправлении рукописи, подписанной лишь инициалами «Л. Н. Т.», Лев Толстой приложил письмо, в котором говорилось: «…я с нетерпением ожидаю вашего приговора. Он или поощрит меня к продолжению любимых занятий, или заставит сжечь всё начатое». Здесь он также писал «Письма с Кавказа», рассказ «Набег», «Дневник кавказского офицера», начал «Беглеца». Летом 1853 года он часто бывал в доме священника Василия Эрастова.
В 1852 году в пятигорском уездном училище обучалось 44 человека, а в частном заведении для благородных девиц — 12 чел. В Пятигорске был также 1 ресторация, 2 трактира, 4 винных погреба, 3 питейных дома, 8 чихирных и 5 бань
В 1855 году проложен водопровод из керамических труб от родников горы Бештау в Пятигорск.
15 (27) июля 1858 года завершена проходка тоннеля «на южной покатости горы Машук длиною в 22,5 погонных сажени» (43,7 метра), начатая 14 (26) ноября 1857 года на средства московского почётного гражданина чиновника-филантропа П. А. Лазарика. Перед входом в тоннель сделана была площадка «к оконченному… тоннелю разработана дорога от Михайловской галереи на протяжении 420 погонных сажен и в 3 сажени шириной». 23 августа (4 сентября) состоялось торжественное открытие («освящение») тоннеля и к этому дню для проезда в карете ставропольского архиерея Игнатия Брянчанинова и его брата — ставропольского губернатора от «Вельяминовского шоссе» проложена дорога к Провалу.
В 1860 из состава Ставропольской губернии выделяют Терскую область, а вместе с ней и Пятигорский отдел (наряду с ним также: Сунженский, Моздокский и Кизлярский).

### Частная аренда Кавминвод
В 1862 году Кавказским почтовым ведомством установлено сообщение между Пятигорском и Ростовом-на-Дону посредством дилижансов 2-3 раза в неделю.
1863 год — доктору С. А. Смирнову, человеку широкой эрудиции, благодаря своему организаторскому таланту удалось объединить передовых врачей, физиологов, химиков-аптекарей, инженеров и геологов, поставить на научную основу бальнеологию на Кавказских Минеральных Водах и стать основоположником научной курортологии. Он был инициатором организации в Пятигорске Русского бальнеологического общества — первой в стране научно-практической организации, занимавшейся вопросами исследования и использования лечебных факторов, даруемых природой.
В 1863 году появляется первая на КавМинводах Фотография А. К. Окуловского; он и его последователи (И. Ланге, Г. Я. Раев и др.) много сделали для пропаганды курортных мест, выпуская виды Кавминвод в открытках. Во второй половине XIX века Кавказские Минеральные Воды считались летней резиденцией царской семьи и были самым модным и престижным курортом страны. Чтобы отвлечь русское общество от поездок на западноевропейские курорты, доктор Смирнов выписывал большое количество минеральных вод из-за границы, обеспечивая нуждающихся в них.
30 мая 1863 года вышла в свет первая в России курортная газета «Листок для посетителей Кавказских Минеральных Вод». Инициатором издания и первым редактором был доктор медицины, основатель Русского бальнеологического общества С. А. Смирнов.
3/15 августа 1863 года установлена телеграфная связь Пятигорска с Петербургом путём прокладки телеграфной линии через Ставрополь и Ростов-на-Дону.
1/12 июня 1865 года приток воды из Провала достиг невиданного уровня — четырёх тысяч ведер в час. Нижнее сточное озеро переполнилось, и вода рекой устремилась в Подкумок.
В 1865 году открыто двухклассное женское городское училище.
Почта в 1865 году прибывала в Пятигорск по понедельникам и четвергам, а отправлялась по вторникам и субботам.
13 апреля 1866 года согласно Правительственному Указу пятигорская городская ратуша преобразована в Думу и ей в ведение передавалось городское хозяйство.
В 1872 году открыто городское начальное училище для мальчиков с четырёхлетним платным обучением.
В 1874 году Пятигорск передан из административного подчинения Ставропольской губернии в Терскую область, став административным центром нового Пятигорского округа. В том же году впервые прошли выборы в Пятигорскую городскую думу по Городовому положению 1870 года.
В 1875 ОВЖД открылись безрельсовые (шоссейные) дороги ст. Кума (ныне Минеральные Воды) — Пятигорск — Кисловодск.
20 июня	1876 года в северном крыле Елизаветинской галереи открыты Товиевские ванны.
В 1879 году на северном склоне горы Машук был основан Перкальский арборетум — ботанический сад для древесных растений, кустарников и лиан.
В 1881 году «Пятигорск и Железноводск отчислить от Ставропольской губернии в состав Георгиевского уезда Терской области, и затем, сделав город Пятигорск административным центром сего округа, переименовать оный в Пятигорский». В округ вошли все КМВ.
В 1882 году Пятигорский округ разделён на два — Пятигорский и Нальчикский. КМВ вошли в состав Пятигорского округа с центром в городе Пятигорске.

### Комиссариатский период
В 1884 году построен проездной деревянный мост через реку Подкумок на общие средства города и Горячеводской станицы.
В 1885 году открылось Скаковое поле (ныне Ипподром).
15 (27) июня 1886 года в Николаевских ваннах произошло первое применение грязевых ванн (разводных) с использованием рапы Тамбуканского озера, когда была организована добыча лечебной грязи.
С 1889 года началась зарождаться радонотерапия.

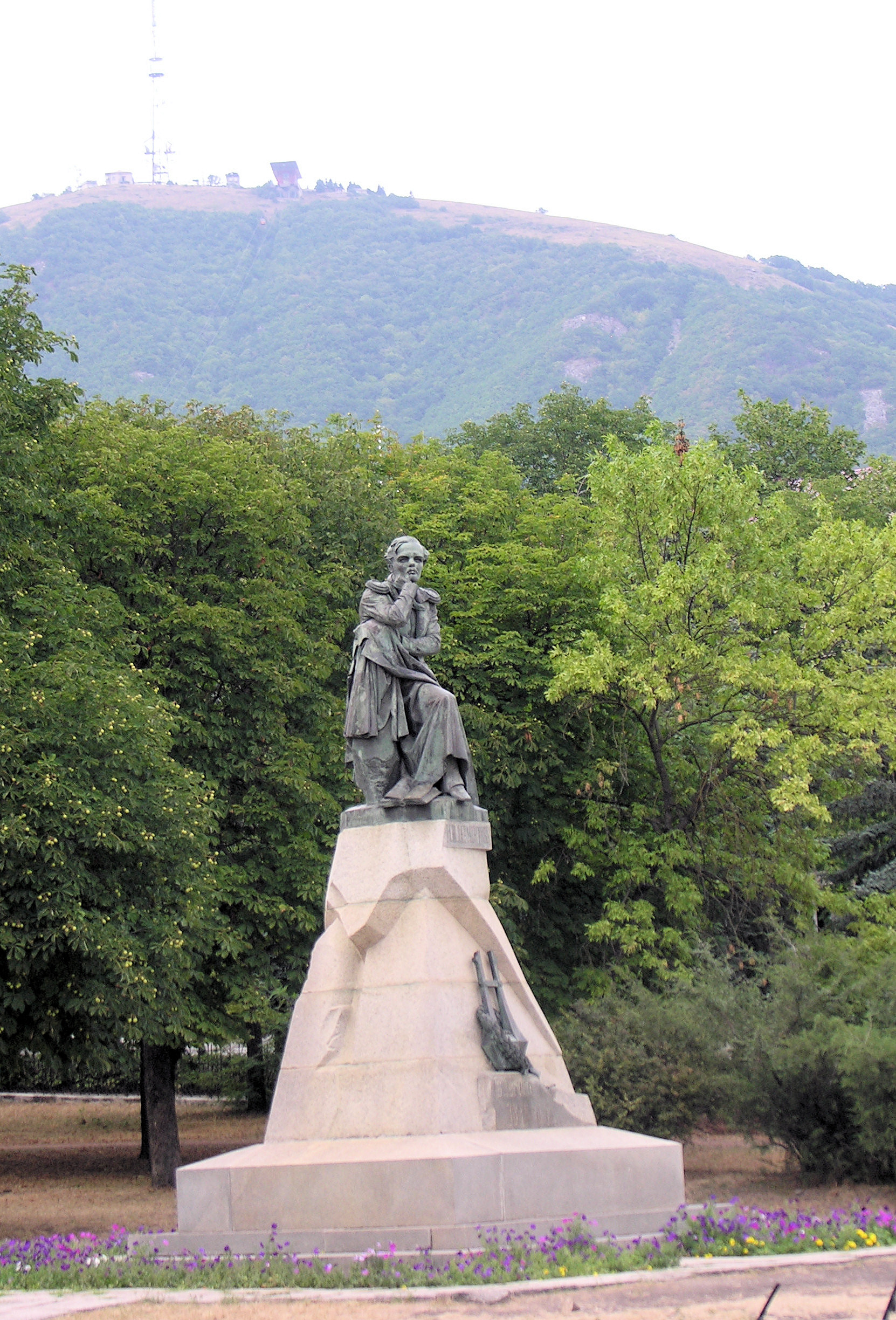
Памятник М. Ю. Лермонтову в Пятигорске (2008).

1889 — открытие в Пятигорске памятника М. Ю. Лермонтову, первого в Российской империи. Сбор средств продолжался 18 лет.
В ноябре 1890 года горный инженер А. Б. Конради провёл от источника горы Юца водопровод, обеспечивший город 300 тысячами вёдер воды в сутки.
1 марта	1893 года создана Пятигорская группа водопровода (в настоящее время — Пятигорскводоканал).
17/29 мая 1894 года состоялось официальное открытие минераловодской ветви Владикавказской железной дороги. В Пятигорске на Ярмарочной площади рядом с храмом был построен городской вокзал.
К концу XIX века заработал небольшой завод по розливу минеральной воды. Росла лечебная база курортов, резко увеличился приток курортников.

### Директорский период управления курортами
В марте 1897 года открыто Общество пособия бедным, содержавшее столовую-чайную, ночлежный дом, библиотеку, начальную школу и студенческий санаторий.
В 1898 году вышла монография доктора медицины, санитарного и старшего врача УКМВ В. В. Святловского «Кавказские Минеральные Воды во врачебном, историческом, геологическом, этнографическом и других отношениях». В книге есть описания групп Вод и их окрестностей, сведения о Терской области и её администрации. Автор пишет: «Город Пятигорск разделяет участь огромного большинства провинциальных русских городов, он очень пылен, он не канализован, в нём много сора, и большая часть домов не снабжена водопроводом… Городские слободки… со своими турлучными и саманными хатами, расположенные по болотистому лихорадочному берегу Подкумка, превосходят своим антисанитарным состоянием всякое описание…».
10/22 июня 1899 года в городе открыта телефонная сеть на 17 абонентов, а также междугородная телефонная линия Пятигорск-Кисловодск. Центральная станция, оснащенная ручным телефонным коммутатором системы «Эриксон» на сотню номеров, была размещена в городской почтовой конторе на улице Почтовой (ныне — улица Рубина). В доме Прыткова (ныне — улица Рубина, 4) были устроены переговорные пункты.
1/14 мая 1901 года открыта первая часть Нагорного парка на горе Горячей. Был удалён дикорастущий кустарник и высажены деревья. Установлена скульптура Орла со змеей в когтях (скульптор Л. К. Шодкий). На нижней площадке (под орлом, ранее здесь находились старые Ермоловские ванны) построен «кегельбан, тир и буфет с граммофоном».
19.06/2.07.1901 года Высочайше утверждено мнение Государственного Совета об изъятии из военного ведомства некоторых городов Терской области и передаче их в ведение министерства внутренних дел, включая Пятигорск. С этого времени в Пятигорске происходит заметное усиление гражданской власти.
В 1902 году устроен бульвар по дороге к Провалу.

План Пятигорска начала XX века из «Иллюстрированного практического путеводителя по Кавказу» Г. Г. Москвича

1 сентября	1903 года участники 2-го Всероссийского бальнеологического съезда деятелей по климатологии, гидрогеологии и бальнеологии проехали от вокзала к «Цветнику» на первом рейсе трамвая. Первые две линии трамвая связали вокзал с Сабанеевскими (Пушкинскими) ваннами и Провалом. В том же году в Пятигорске был открыт величественный храм Лазаря четырёхдневного, службы в котором ведутся и в наши дни.

### Перед Первой мировой войной
5 мая 1904 года было запущено регулярное трамвайное сообщение по линии «Вокзал — Елизаветинская галерея». 14 августа 1904 года было запущено регулярное движения трамваев по южному склону Машука на Провал. Билет на трамвай стоил 10 копеек. Эксплуатация трамвая была сдана торговому дому «Братья Лейзеровичи» с арендной платой в 25000 рублей в год.
В 1904 году министр земледелия и государственных имуществ А. С. Ермолов удовлетворил ходатайство городского головы Н. И. Архипова о бесплатном отпуске жителям Кабардинской слободы водопроводной воды для питья из водоразборных будок, устроенных УКМВ. Ещё ранее такая же льгота была предоставлена жителям бедных окраин — Воробьевки и Свиной балки.
В мае 1904 год в связи с проведением трамвайных путей по Царской улице (проспект Кирова) и закрытием экипажного движения по ней, проведено замощение Эмировской улицы (ныне Октябрьская улица).
15 августа 1904 года — на углу ул. Царской (просп. Кирова) и Ермоловского проспекта (просп. Калинина) открыто здание Городской думы (архитектор — С. И. Гущин, подрядчик — Г. М. Бахмутов). Здание располагало большим залом для заседаний, думской, канцелярией с городским архивом, помещения для Сиротского суда и участковых мировых судей. Над зданием была возведена пожарная каланча. На заднем дворе находилось пожарное депо.
В 1904 году на городской окраине за Кабардинской слободкой (конец ул. Теплосерной) построены городские скотобойни.
В 1904 году открыт первый на КМВ электробиограф «Боммер» (стационарный кинотеатр) на пересечении улиц Царской и Нижегородской (ныне сквер Л. Н. Толстого). Кинотеатр представлял собой деревянный павильон с железобетонным каркасом. Название — от фирмы «Братья Боммер», сыгравшей большую роль в развитии электробиографов на Юге России. В народе электробиограф прозвали «Морским дном», так как фойе было расписано видами подводного царства. Снесён в 1927 году.
В начале XX в. под руководством Управления Вод (дирекция Управления Вод — в Пятигорске) начинается электрификация КМВ (и уличное электроосвещение Пятигорска). 28 апреля 1904 года на Царской улице появилось уличное освещение. В 1913 году открыта тепловая дизельная электростанция по проекту инженера Е. Н. Кутейникова на 800 л. с. Служила резервом к гидростанции «Белый Уголь» в зимнее время при падении дебита воды в реке Подкумок.
В Пятигорске был открыт источник тёплого Нарзана, построен бювет серной воды. Строятся новые ванны (вместо Сабанеевских), которые теперь называются Пушкинскими. В парке «Цветник» строится Лермонтовская галерея с летним театром и эстрадой, гостиницы «Эрмитаж» (ныне ул. Гоголя, 1, арх. С. И. Гущин) и «Бристоль». Город застраивается комфортабельными дачами, появляется дачный район «Провал».
11.12/24.12.1905 года в Пятигорске создано стихийное «Временное правительство» (на основе «Союза прогрессивных граждан» во главе с Г. А. Горбуновым и Комитета самообороны В. А. Кобылина), которое взяло на себя основную власть в Пятигорске. Возникает боевая дружина (около 300-т вооруженных революционеров). 18.12/29.12 добровольцы боевых дружин городов Пятигорска и Минеральных Вод (станции и депо) выехали особым поездом в Ростов-на-Дону на помощь рабочим, сражавшимся на баррикадах. Но на станции Кавказской путь был перерезан казаками, дружины вернулись обратно. 23.12.1905/06.01.1906 года в связи со стычкой солдат Ахульгинского батальона и жителей города с казаками ст. Горячеводской, закончившейся гибелью казаков, временный генерал-губернатор Терской области объявил область на военном положении, что в случае необходимости разрешало войскам применение оружия. Пятигорск объявлен на военном положении. 28.12.1905/10.01.1906 года в Пятигорск без боя вошел карательный отряд во главе с полковником Г. Н. Абрезовым (18-й кубанский пластунский батальон). Многие участники декабрьского вооруженного восстания, в том числе члены «Союза прогрессивных граждан» во главе с Г. А. Горбуновым, Комитета самообороны во главе с
В. А. Кобылиным, ряд нижних чинов Ахульгинского батальона были арестованы. Многие рабочие уволены с работы.
10/24 июня 1907 года на Нижегородской ул. (ныне — ул. Дзержинского) в доме Рахмалевича открылось отделение химической чистки — первой на юге России паровой химической фабрики Шредера и Шауна.
Весной 1909 года селение «Нахаловка» узаконено как поселок Алексеевский в честь наследника престола — юного цесаревича Алексея Николаевича. В 1910 году в посёлке появилась своя приходская деревянная церковь во имя Покрова Пресвятой Богородицы, перенесённая из казачьей станицы Кисловодской. Город с посёлком соединял деревянный мост через Подкумок. В настоящее время — посёлок Свободы.
В ноябре 1909 года телефонная станция, насчитывавшая уже 300 абонентов, переместилась в дом Васильевой (пересечение улиц Церковной и Свистуновской (Соборной и Анисимова)).
21.04 (4.05) 1911 года принято постановление Пятигорской городской думы: «Приобрести Лермонтовскую усадьбу за 15 тысяч рублей, сделав заем в городском банке».
В 1911 году открылся первый электробиограф (прообраз современных кинотеатров) «Сплендид» в подвале дома Атабекова на Царской улице.
21 января 1913 года открылась благотворительная лечебница «Белая Ромашка» для помощи больным туберкулёзом. Здание сохранилось до наших дней на Железнодорожной улице, где теперь находится один из корпусов СКФУ. От названия лечебницы произошло название микрорайона Белая Ромашка.
17/30 июля 1913 года на заседании РБО заслушан доклад инженера-технолога Э. Э. Карстенса о радиоактивности вод и горных пород Пятигорского района. Это открытие положило начало радонолечению на Пятигорском курорте. Для лечения водой мощного радиоактивнного источника «Теплосерный источник № 2» часть помещений Гидропатического заведения переоборудована для приема радоновых ванн.

### Годы Первой мировой войны
22.06/6.07 1914 года у стены восточного фасада Гидропатического заведения Теплосерных ванн в специально построенной деревянной беседке был открыт питьевой бювет радиоактивного Теплосерного источника № 2 (проект — горный инженер И. В. Фавр). 15.07.1916 года врачебно-технический комитет постановил наименовать его Лермонтовским радиоактивным источником. В 1950 году бювет был закрыт по ряду противопоказаний.
8/21 августа 1914 года в Пятигорске открыт самый крупный в городе кинотеатр «Колизей» в переоборудованном здании первого театрального дома на Театральной улице (ныне — улица братьев Бернардацци). «Колизей» имел зрительный зал на 600 мест, 8 лож и большое фойе.
В 1915 году города Пятигорск и Кисловодск Терской области изъяты в отношении дел городского общественного управления из ведения Военного Министерства и отнесены к ведению Министерства Внутренних дел.
В 1915 году в Пятигорск эвакуировано из Лифляндской губернии (Латвия) Митавское реальное училище (не менее 100 учеников, учителя, оборудование химического кабинета и учебная библиотека). Сначала училище разместили в общежитии 6-классного училища (ныне — угол проспектов Кирова и Калинина), а затем перевели в двухэтажный дом бывшего городского головы Н. И. Архипова по ул. Елизаветинской (ныне — Красноармейская улица, дом не сохранился).
В 1915 году открылся новый городской театр (сейчас — Ставропольский краевой театр оперетты), ставший украшением и гордостью Пятигорска, открыт памятник на месте дуэли Михаила Юрьевича Лермонтова, обнаружен источник минеральной воды, получившей название «Тёплый нарзан».
В 1915 году благодаря активной деятельности КГО в Пятигорске создан Курортный музей.
Осенью 1916 года пятигорское городское самоуправление приступило к осуществлению канализационных работ в городе.
В 1916 году бараки-землянки на Провале снесены. Управлением Владикавказской железной дороги в районе Казенного парка возведены новые бараки на 10 тысяч мест для нижних чинов.

## Октябрьская революция
В декабре 1917 года Пятигорский городской Гражданский исполнительный комитет, ввиду отсутствия возможности пополнять денежную массу из центра, принял решение выпускать собственные боны, приравняв их к казначейским билетам. Деньги вошли в обращение с 23 декабря.
1 марта 1918 года. На II съезде народов Терека в Пятигорске провозглашена Терская советская республика.
15 марта 1918 Красная Армия заняла Пятигорск.
Апрель 1918 года. Создание патронно-пульного завода на базе трамвайного депо по инициативе С. М. Кирова.
10/23 апреля 1918 года приказом Пятигорского Совдепа отменяется обязательное преподавание религиозного вероучения, обучение в начальных школах стало бесплатным.
28 мая/10 июня 1918 года приказом Административного отдела Пятигорского Совдепа на домовладельцев и квартиродержателей возложена обязанность прописывать в трехдневный срок в адресный стол всех лиц, прибывающих в город.
12/25 мая 1918 года открыт Народный Дом, на сцене которого поставлен спектакль по пьесе М. Горького «На дне».
В 1918 году сгорела Большая Казенная гостиница.

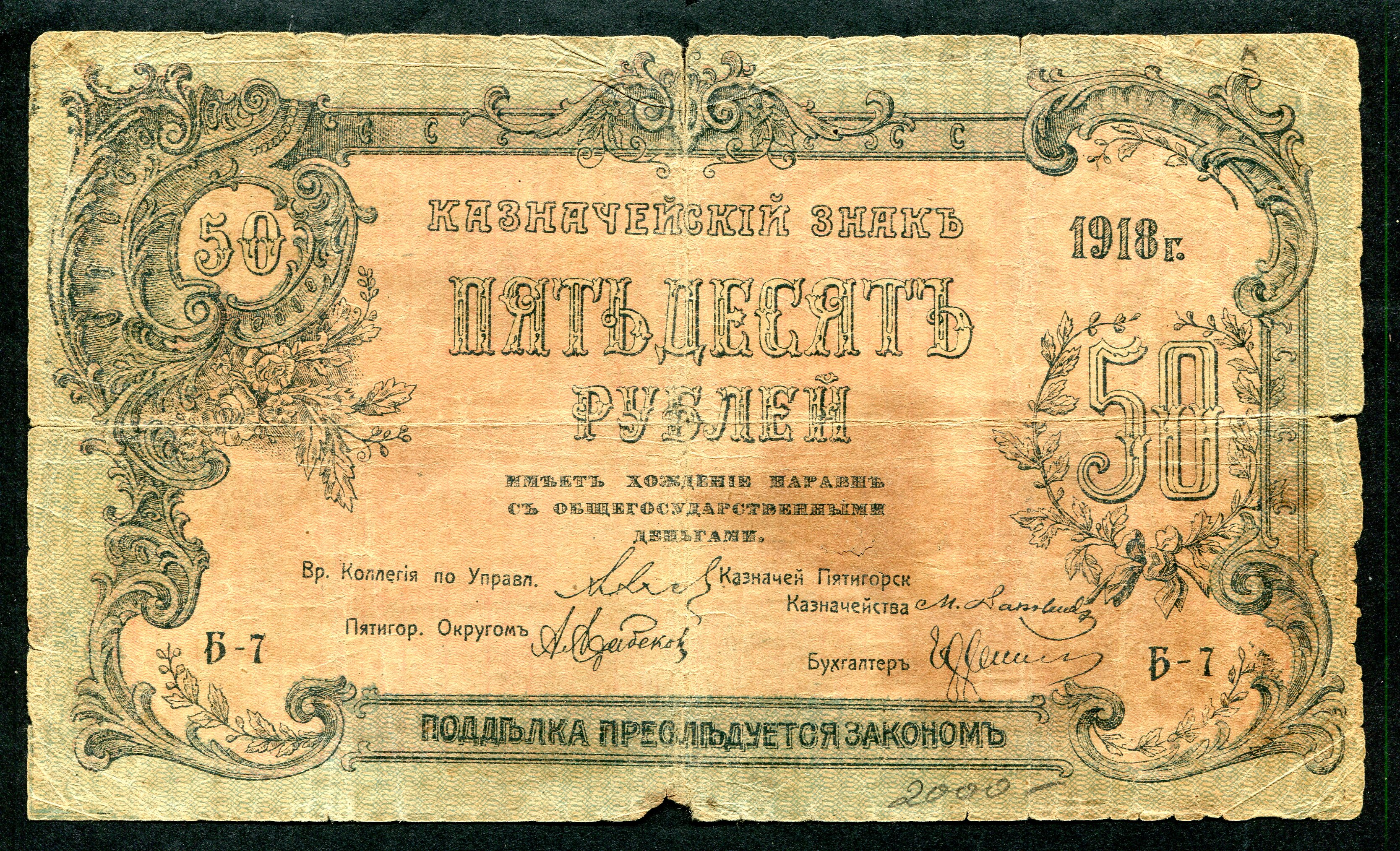
50 рублей, 1918 год, Пятигорск

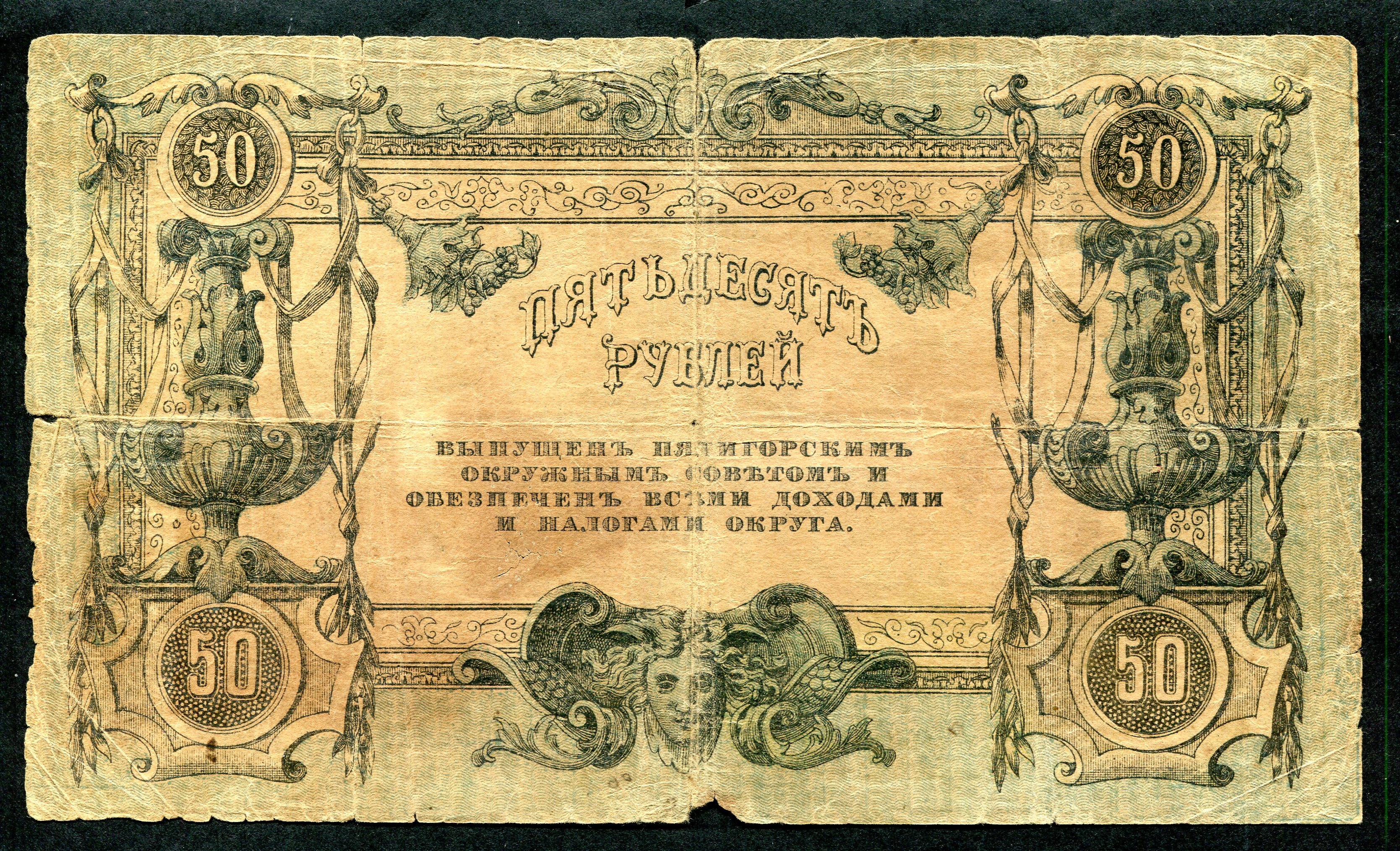
50 рублей, 1918 год, Пятигорск

В 1918 году в Пятигорске выпускались собственные денежные знаки.
В апреле 1919 года, июне 1921-го и январе 1922 года издаются декреты, провозглашающие национализацию, об управлении лечебными местностями (курортами) общегосударственного значения, и постановления правительства (Совнаркома) «Об открытии частных (хозрасчётных) лечебных заведений и аптек» и о курортном лечении трудящихся, которые в частности определяли финансово-хозяйственную деятельность в условиях НЭПа.
16 марта 1920 года город освобождён от белых войск конным отрядом В. И. Кучуры. В честь этого события Вельяминовский спуск назван Красноармейским, а Елизаветинская улица переименована в Красноармейскую. Реввоенсоветом XI армии в Пятигорске выпущена листовка об установлении Советской власти: «Свободные терцы! На берега бурного Терека вступила победоносная Красная Армия». 18 марта вышел № 1 газеты «Известия Революционного комитета Пятигорского района».
4 апреля 1920 года создан Ревком Северного Кавказа (председатель — Г. К. Орджоникидзе, заместители председателя — С. М. Киров и Я. В. Полуян). До конца августа располагался в Пятигорске (здание бывшего Азовско-Донского банка), затем переехал в Армавир. Вскоре начали выходить газеты Севкавревкома «Красное Пятигорье» и «Советский Кавказ».
В 1920 году в Пятигорске был открыт первый в стране Бальнеологический институт, наследовавший традиции и базу Бальнеологического общества Смирнова (ныне НИИ курортологии и физиотерапии). Научно-исследовательская работа института дала возможность установить научно-обоснованные методы лечения, помимо этого были проведены большие гидрогеологические работы по разведке новых минеральных источников (в 1924—1925 годах в Пятигорске были открыты три железистых источника). В результате этой работы к началу 30-х годов каждый курорт Кавминвод получил чёткий лечебный профиль, точные показания и противопоказания для лечения и соответствующую медицинскую структуру.
13 апреля 1921 год учреждается Терская губерния, с сентября её центром становится Пятигорск. В январе 1922 года в городе начинает выходить газета «Терек» (выходила до 30 апреля 1930 года).
29 июня 1921 года в Пятигорске происходит землетрясение. Было три толчка силой в 6 баллов. Землетрясение сказалось на источниках минеральной воды Горячей горы. Исчезли некоторые из них и появились новые. Кисловодский нарзан окрасился в красный цвет, повысилась на два градуса температура воды, увеличился дебит источника. Произошли колебания дебита железноводских источников. Через несколько дней всё пришло в норму. По другим данным, землетрясение было силой в семь баллов — самое сильное за всю историю наблюдений.
К 1925 году полностью завершено восстановление курортов Кавминвод. В Кисловодске функционировало 10 санаториев, в Ессентуках и Железноводске — по 6, в Пятигорске — 4.
В 1925 году в городе состоялась первая радиопередача.
26 мая 1925 года постановлением СНК РСФСР курорты общегосударственного значения Пятигорск с Тамбуканским озером, Ессентуки, Кисловодск и Железноводск изъяты из ведения местных властей и переведены в распоряжение Главного Курортного Управления.
В марте 1926 года открыта Курортная поликлиника для лечения больных, прибывших в санатории без путёвок (по курсовкам).
Апрель 1928 года. Началось серийное производство первых отечественных инкубаторов конструкции В. М. Михалкова и А. И. Токмакова. По опытному образцу, изготовленному на 300—500 яиц, ремонтные мастерские (позже завод «Пятигорсксельмаш») развернули выпуск инкубаторов для местной инкубаторной станции.
В 1930-е годы построен молочный завод на углу проспекта Малыгина и улицы Октябрьской (сейчас это здание занимает протезное предприятие).
В 1931 году создано Всесоюзное объединение курортов и курортных предприятий (ВОК), одновременно происходит ликвидация курортных трестов и организация управлений курортов по городам.
1932 — на склоне горы Машук построена геофизическая обсерватория (ныне гидрологическая станция).

Пятигорск, вход в Провал. Фото 1938 года

В период с 1934 по 1937 год город был административным центром Северо-Кавказского края.
В 1930-е годы в Пятигорске были введены источники № 14, мощный радоновый, Лермонтовский и другие.
23 марта 1934 года вышел первый номер газеты «Молодой ленинец».
10 сентября 1934 года считается днём открытия Пятигорской радиовещательной станции.
В 1935 году в Пятигорске была принята первая передача «малострочного» механического телевидения.
Во второй половине 1930-х годов была электрифицирована железная дорога от Минеральных Вод до Кисловодска и ветка до Железноводска.
29 декабря 1937 года Президиум ВЦИК постановил перенести центр Нагорного района Кабардино-Балкарской АССР из города Пятигорска в селение Каменномостовское.
В марте 1939 года театр музыкальной комедии Чечено-Ингушской АССР переведён на стационарное положение в город Пятигорск (Ставропольский государственный краевой театр оперетты). Начал свою деятельность в октябре спектаклем «Свадьба в Малиновке» Б. А. Александрова.
В октябре 1940 года на углу Советского проспекта и улицы Дзержинского установлена колонка-будочка с термометром, барометром, гидрометром, часами и календарём, указывающим год, число, месяц, день недели. Снесена в начале 2000-х годов.

### В Великую Отечественную войну
При нападении Германии на СССР санатории были превращены в госпитали.
8 сентября 1941 года в Пятигорске заработали эвакогоспитали № 3797 (пединститут, улица Крайнего, 41, емкость 800—1515 коек). Взамен институту были предоставлены здание бывшей городской думы (ныне — проспект Кирова, 68) и угловое здание (улица Октябрьская и проспект имени 40 лет Октября); № 3798 (гостиница «Бристоль», емкость 930 коек); № 3799 (Шелководческий техникум, улица Рубина, 1, емкость 350—380 коек). Работа в госпиталях, исполнявших функции прифронтовых (при острой нехватке хирургов), требовала от медиков огромного напряжения сил.
С июля 1941 года мотороремонтный завод приступил к выпуску военной продукции. Рабочие и инженерно-технический персонал производили, в частности, 82 мм и 50 мм миномёты, а также корпуса гранат Ф-1.
15 июля 1941 года решением крайисполкома утверждено дополнительное развёртывание 65 эвакогоспиталей на 32395 коек, из них: в Кисловодске — 15 945, Ессентуках — 5715, Пятигорске — 4690, Железноводске — 3090, Теберде — 280, районах края — 2675 коек. 21 августа 1941 года в Пятигорске развёрнуто семь госпиталей, в которых размещено 2944 раненых бойца.
18 июля 1943 года на Комсомольской поляне под Машуком в построенном двухэтажном здании открыт краевой пионерский лагерь «Комсомольская поляна» на 100 человек.
20 июля 1941 года в эвакогоспитале № 2172 (клиника БИ, ёмкость — 1000 коек, из них 850 хирургических, начальник — Николай Александрович Невский) открыто глазное отделение на 150 больных, которым заведовал профессор Владимир Петрович Филатов, эвакуированный из Одессы вместе со своими ассистентами.
4 августа 1942 года началась эвакуация пешим порядком в колоннах под конвоем заключенных из Пятигорской тюрьмы.
Гарнизоны в Ставрополе и Пятигорске были немногочисленными, а главное — почти безоружными. В частности, из 3000 бойцов Пятигорского гарнизона вооружены были только 1100.
Только 5 августа 1942 года (за четыре дня до оккупации) началась эвакуация (в полной секретности, во избежание паники среди населения) пятигорских эвакогоспиталей, так как приказ о срочной эвакуации был получен накануне вечером. Из-за нехватки транспорта способных идти вывели пешком в сторону Нальчика. Там часть раненых железной дорогой отправлена в Махачкалу, а остальные пешком двинулись по Военно-Грузинской дороге в Тбилиси. Около 500 тяжелораненых были захвачены немецкими войсками в госпиталях. По другим данным эвакуация раненых и больных, лечившихся в эвакогоспиталях Пятигорска, началась с утра 4-го августа 1942 года. Все раненые, способные передвигаться самостоятельно, шли в сопровождении медицинских работников по дорогам в направлении Нальчика. Тяжелораненых отправляли на подводах и иногда на автомашинах. В дороге имели место случаи, когда раненые останавливали автомашины, нагруженные домашней поклажей эвакуировавшихся семей партийных и советских работников. Коробки, узлы, мебель, горшки и кадки с фикусами раненые выгружали на обочину дороги, садились в кузов и приказывали водителю двигаться дальше в тыл. Примерно в 9-10 часов утра 9-го августа, ещё до вторжения в город немцев, здание госпиталя кем-то было подожжено и стало гореть. По докладу председателя Ставропольского крайисполкома «в связи с исключительными трудностями, сложившимися на железнодорожном транспорте, и крайне незначительным количеством автотранспорта обеспечить полностью эвакуацию тяжелораненых не удалось. Часть их — около 3 тысяч человек — осталась на территории, занятой противником».
9 августа 1942 года город оккупирован немцами. В боях за Пятигорск 9-10 августа 1942 года отличились курсанты и офицеры Полтавского тракторного училища.
15 августа 1942 года в городе начала выходить ежедневная оккупационная газета «Пятигорское эхо». Позднее начали выходить три раза в неделю газета «Кавказский вестник» и газета на немецком языке «Панцер — форан!» («Танки — вперед!») — официальное издание 1-й танковой армии генерала Клейста.
5 сентября 1942 года немецкая комендатура города опубликовала провокационное «воззвание к евреям», предлагавшее им в тот же день к вечеру явиться на сборный пункт, в бывшие кавалерийские казармы для последующей отправки в менее населенные места. 6 сентября 1942 г., утром всех собравшихся евреев в количестве около 2800 человек, оккупанты вывезли на машинах в сторону Минеральных Вод. Вывезенные евреи были доставлены на Минводский стекольный завод, где были умерщвлены путём удушения газом и электротоком в особых автомашинах.
В период оккупации в здании городского театра музыкальной комедии проходили совещания командования группы армий «Юг», что вызвало усиленные налёты советской авиации, в результате которых очень сильно пострадал район парка «Цветник», были практически полностью уничтожены ближние к зданию театра дома, сильно пострадало здание Первой женской гимназии (само здание театра значительных повреждений не получило).
В оккупированном городе находились следующие немецкие оккупационные власти и карательные органы:
- немецкая военная ортскомендатура — Советский проспект, 43 (здание поликлиники)
- городская Управа — улица К. Маркса, 4 (Курортное бюро)
- ГФП № 626 (полевая жандармерия) — улица Анджиевского, 20
- «СД Айнзацкоманда — 12» (гестапо) — Советский проспект, 57 (Дом партактива). Во дворе этого же дома находилась тюрьма СД
- пансионат для офицеров СД и переводчиц — улица Октябрьская (бывший дом НКВД)
- общежитие — казарма личного состава СД и группы «Кавказская рота СД» — Советский проспект, 55 (бывшая школа КИМ)
- полиция безопасности СД — Советский проспект, 70 (Дом пионеров)
- управление полиции города-улица Университетская, 19
- рота резерва Управления полиции — улица Университетская, 41
- конный резерв полиции
- I отделение полиции — улица Рубина, 3
- II отделение полиции — улица Ессентукская, 2 (станица Горячеводская)
- III отделение полиции — улица Курганная, 3
- IV отделение полиции — Новопятигорск
- железнодорожное отделение полиции — вокзал Пятигорска
- водопадский участок полиции — хутор Водопад (колхоз «Пролетарская воля»)
- юцкий участок полиции — село Юца
- городская тюрьма — почтовый ящик — 2
- концлагерь (НТК) — село Константиновское
- лагерь «СС-44» — бывшее подсобное хозяйство санатория НКВД г. Кисловодска
- лагерь военнопленных — бывший цементный завод (по другим источникам — бетонный завод, ул. Железнодорожная, 41[61]).

5 сентября 1942 года по предписанию немецкой комендатуры (воззвание к еврейскому населению было заранее расклеено на всех людных местах) жители еврейской национальности Пятигорска, Горячеводска, пос. Свободы, Ново-Пятигорска, Красной Слободки, числом 2 800 человек были собраны в кавалерийских казармах (недалеко от некрополя) с трехсуточным пайком и личными вещами для переселения в другие места. Это была тщательно спланированная и замаскированная операция начальника гестапо Винца по массовому уничтожению евреев. По его приказу гестаповцы подводили к машинам небольшие группы вместе с детьми, отбирали вещи и до отказа загружали людей в машины-душегубки (мобильные газовые камеры), которые отправлялись к противотанковому рву в сторону станции Минеральные Воды. По показаниям свидетелей внутри герметичный кузов машины был разделен на отсеки проволочными сетками, чтобы плотно загонять до 40 человек. Только в июле 1943 года это преступление было раскрыто.
В доме по адресу Октябрьская улица, 34, немцы открыли немецкую школу. В ней было только четыре класса, но в последующем планировалось увеличить их количество. В первый день к занятиям приступили 80 детей в возрасте от 7 до 16 лет. Обучение проходило только на немецком языке по программе немецких школ Третьего рейха.
6 декабря 1942 года состоялся молебен и торжественное открытие Химико-фармацевтического института (Советский проспект, 33), рассчитанного на 500 студентов. 7 декабря к занятиям приступило 300 студентов.
Оккупационными властями были выделены в самостоятельные единицы Новопятигорск и Красная Слободка.
В ходе оккупации карателями Гестапо (здание Гестапо располагалось на месте современного Делового центра) проводились массовые казни. Братская могила, отмеченная монументом в послевоенные годы, располагается на кольцевой дороге Машука. Однако, по свидетельствам жителей, переживших захват города, строевые германские части относились к местным весьма лояльно. Гораздо больший ущерб городской инфраструктуре был нанесен после входа советских войск в результате царивших несколько дней после этого беспорядков.
11 января 1943 года части 9-й и 37-й армий освободили Пятигорск от немецких захватчиков. При отступлении немцы взорвали оба моста, связывающих Пятигорск с Горячеводском (у автовокзала и трамвайный). Сразу же после освобождения начались восстановительные работы, благодаря чему уже к концу 1943 года были открыты все госпитали.
9 марта 1943 года согласно постановлению ГКО от 27 февраля 1943 года крайкомом ВКП(б) принято постановление о развёртывании эвакогоспиталей: в Ставрополе на 300 коек, в Пятигорске на 4000 коек, в Кисловодске на 8000 коек, в Ессентуках на 5200 коек, в Железноводске на 1500 коек.
9 апреля 1943 года пущен первый поезд по восстановленному железнодорожному полотну от Пятигорска до Кисловодска.
В апреле 1943 года всстановлено автобусное сообщение Пятигорск — Георгиевск, рейсы дважды в день.
С января по апрель 1943 года на замаскированных минах подорвалось 45 детей, 9 из них погибло.
24-24 апреля 1943 года проведены раскопки на месте уничтожения советских людей в районе старых каменоломен (между Комсомольской поляной и Провалом). Извлечено 68 трупов, удалось опознать только 13 человек, в том числе Нину Попцову (опознана матерью Екатериной Матвеевной).
Во время немецкой оккупации были полностью демонтированы трамвайные пути. В ноябре 1943 года по восстановленным рельсовым путям вновь пошли трамваи. Маршрут на Провал так и не был восстановлен.
В июне 1943 года ГорЗАГС (ул. Красная, 8) приступил к перерегистрации всех записей актов гражданского состояния, сделанных за период оккупации.
19 мая 1944 года вышло постановление Пятигорского горсовета о правилах поведения детей в общественных местах. Кинотеатрам и другим зрелищным предприятиям запрещено продавать билеты детям до 16 лет во все дни недели за исключением воскресных дней и каникул, посещение возможно только организовано в сопровождении учителя и пионервожатой. Детям до 16 лет запрещено пребывание в парках, улицах после 21 часа без сопровождения родителей или лиц их замещающих. Пребывание в ресторанах, закусочных, винных погребах, биллиардных, игра в карты и азартные игры, продажа на рынках запрещены. Обязанность задерживать нарушителей и направлять в детскую комнату горотдела НКВД (ул. Рубина, 4) возложена на общественность и взрослое население города.
28 июня 1944 года сдана в эксплуатацию линия БаксанГЭС — подстанция «Машук» протяженностью 57 км. Это позволило обеспечить предприятия города необходимым количеством электроэнергии и ускорить темпы восстановительных работ. Началось движение электропоездов от Минвод до Кисловодска. В июле готовится к пуску трамвайное движение по маршруту «Цветник-Провал» (рельсы разобраны в 1947 года), затем — «Вокзал — Новопятигорск» до бани.
В августе 1944 года вновь заработала Пятигорская геофизическая обсерватория (ул. Чкалова, 10).
1 сентября 1944 года впервые по решению правительства в школы стали принимать детей с 7 лет. В школах города вместе с восьмилетками сели за парты 925 мальчиков и девочек семилеток.

### Развитие курорта
5 апреля 1946 года открыта каменная лестница к Лермонтовскому скверу со стороны улицы Октябрьской. Проект художника-архитектора Г. К. Писаренко.
В июне 1946 года после пятилетнего перерыва, связанного с войной, вновь открылся парк «Цветник».
В 1947 году разобраны рельсы на трамвайном маршруте «Цветник-Провал».
Пятигорск уже к 1947—1948 годам достиг довоенного уровня развития экономики и культуры.
С 50-х начинается новый этап в развитии курорта, в это время проводятся крупные гидрогеологические исследования, разведочные работы, в результате которых Пятигорск получил новые минеральные воды — горячий нарзан, соляно-щёлочная вода типа ессентукской и другие.
В 1950 году был закрыт питьевой бювет радиоактивного Теплосерного источника № 2 у Теплосерных ванн по ряду противопоказаний.
В апреле 1952 года Советский проспект переименован в проспект им. С. М. Кирова.
20 августа 1953 года был упразднён Горячеводский район. Его территория передана Пятигорскому горисполкому.
В апреле 1955 года буровая партия Северо-Кавказской экспедиции «Союзкоптажминвод» обнаружила на северо-западном склоне Машука новый минеральный источник «Горячий нарзан» с температурой воды 60 °C. С глубины 300 м ударил мощный фонтан минеральной воды, который впоследствии использовался для розлива минеральной воды «Машук».
В 1955 году открыт Комбинат бытового обслуживания, проспект Кирова, 54.
В марте 1956 года на Кавказских Минеральных Водах создали два территориальных управления курортами — Пятигорское и Кисловодское.
9 сентября 1956 года — открытие на площади им. Леваневского Верхнего рынка.
27 марта 1959 года Исполнительным комитетом Ставропольского краевого Совета депутатов трудящихся принято решение об организации в городе Пятигорске студии телевидения и объединении с ней Пятигорской городской редакции радиовещания.
В начале 1960 года решением ЦК КПСС и постановлением Совета Министров СССР управление всеми курортами, санаториями (кроме туберкулёзных и детских → в ведении МЗ СССР), домами отдыха, курортными лечебницами, поликлиниками и пансионатами было передано профсоюзам [Центральный совет по управлению курортами профессиональных союзов].
 В целях обеспечения необходимых условий для лечения и отдыха трудящихся, а также охраны природных лечебных факторов курортов от порчи, загрязнения и истощения в соотв. с принятыми 13 декабря 1968 г. Верховным Советом СССР «Основами земельного законодательства Союза ССР и союзных республик» на всех курортах устанавливаются округа санитарной охраны.
Февраль 1961 года — начало заполнения построенного в Новопятигорске озера.
21 февраля 1963 года — вошёл в действие первый на Северном Кавказе широкоформатный кинотеатр «Космос».
23 февраля 1961 года — митинг в сквере им. Анджиевского по поводу пуска в Пятигорске бытового газа.
5 июня 1964 года — Совет Министров РСФСР постановил ограничить прописку граждан в городах-курортах Пятигорске, Кисловодске, Железноводске, Ессентуках, Минеральных Водах и прилегающих к ним населённых пунктах Ставропольского края.
Июнь 1965 года — торжественное открытие Новопятигорского озера.
7 февраля 1966 года — станица Горячеводская преобразована в рабочий посёлок Горячеводский и передана из Предгорного района в подчинение Пятигорскому Совету депутатов.
Июль 1967 года — в санатории «Дон» открыт первый в городе плавательный бассейн.
11 января 1968 года открыта Аллеи Героев Советского Союза у парка культуры и отдыха им. С. М. Кирова. К 60-летию Победы в Великой Отечественной войне Аллея была перенесена к Огню Вечной славы.
Октябрь 1968 года — в районе «Белая Ромашка» открыт памятник комсомольцам 20-х годов работы скульптора М. Г. Минкина.
В 1970 году Пятигорск отнесён к 115 историческим городам России (в 2010 году исключён). Вошёл в строй торговый центр «Подкова».
В 70-е Пятигорск стал получать по трубам радоновую воду Бештаугорского месторождения, воды которого отличаются особенно высокой концентрацией радона (из источников западного склона г. Бештау по трубопроводу длиной 14 км).
24 августа 1971 года запущена канатная дорога на вершину горы Машук. Автор проекта — инженер «Грузгипрошахта» В. М. Лежава.
Октябрь 1973 года — цементная фигура Орла на Горячей горе была заменена бронзовой, отлитой в Ленинграде.
В декабре 1978 года завершено строительство нового железнодорожного вокзала.
Февраль 1979 года — сдан в эксплуатацию автомобильно-трамвайный путепровод через реку Юцу в пос. Горячеводском (возле средней школы № 20), что позволило в дальнейшем продолжить трамвайную линию до рынка «Людмила».
15 февраля 1979 года — в Государственном музее-заповеднике М. Ю. Лермонтова в отреставрированной усадьбе открыта новая экспозиция «Лермонтов в изобразительном искусстве».
22 апреля 1979 года — завершена реконструкция просп. Калинина. На пересечении просп. Кирова и просп. Калинина открыт подземный путепровод.
31 июля 1980 года указом Президиума Верховного Совета СССР за успехи, достигнутые трудящимися города в хозяйственном и культурном строительстве, отмечая их заслуги в становлении советской власти на Северном Кавказе, в борьбе с немецко-фашистскими захватчиками в годы ВОВ, в развитии здравоохранения и в связи с 200-летием со дня основания город награждён орденом Трудового Красного знамени. Памятный знак о событии установлен на пересечении проспекта Калинина и Первой Бульварной улицы.
Декабрь 1981 года — вошли в строй санаторий «Родник» и новое здание «Дома быта».
1982 год — открытие памятника А. С. Пушкину и нового здания городской библиотеки им. М. Горького.
1983 год — в районе «Белая Ромашка» открыта новая поликлиника. Произведена реконструкция здания Ермоловских ванн. Открыт новый пансионат «Теплосерный».
1988 год — в районе «Бештау» завершено строительство здания горбольницы № 2. В парке культуры и отдыха им. С. М. Кирова открыт зелёный театр «Камертон». В сквере на пересечении просп. Кирова и ул. Дзержинского заложен памятник Л. Н. Толстому.

## Пятигорск в Российской Федерации

Пятигорск, вход в Провал. Фото 1938 года

В начале 1990-х годов в Пятигорске функционировало 10 санаториев, 4 пансионата и 5 санаториев-профилакториев. Всего за год прошли курс лечения и отдохнули около 170—185 тысяч человек (во второй половине и конце 80-х — 200—250 тысяч).
Правительство РФ в 1994 году приняло Постановление «Об особой экономической зоне в границах особо охраняемого эколого-курортного региона Российской Федерации — Кавказских Минеральных Вод».
1994 — завершено строительство автомобильно-трамвайного путепровода на ул. Бульварной. По вновь открытому путепроводу начал работу трамвайный маршрут № 7 «Вокзал — ул. Восстания».

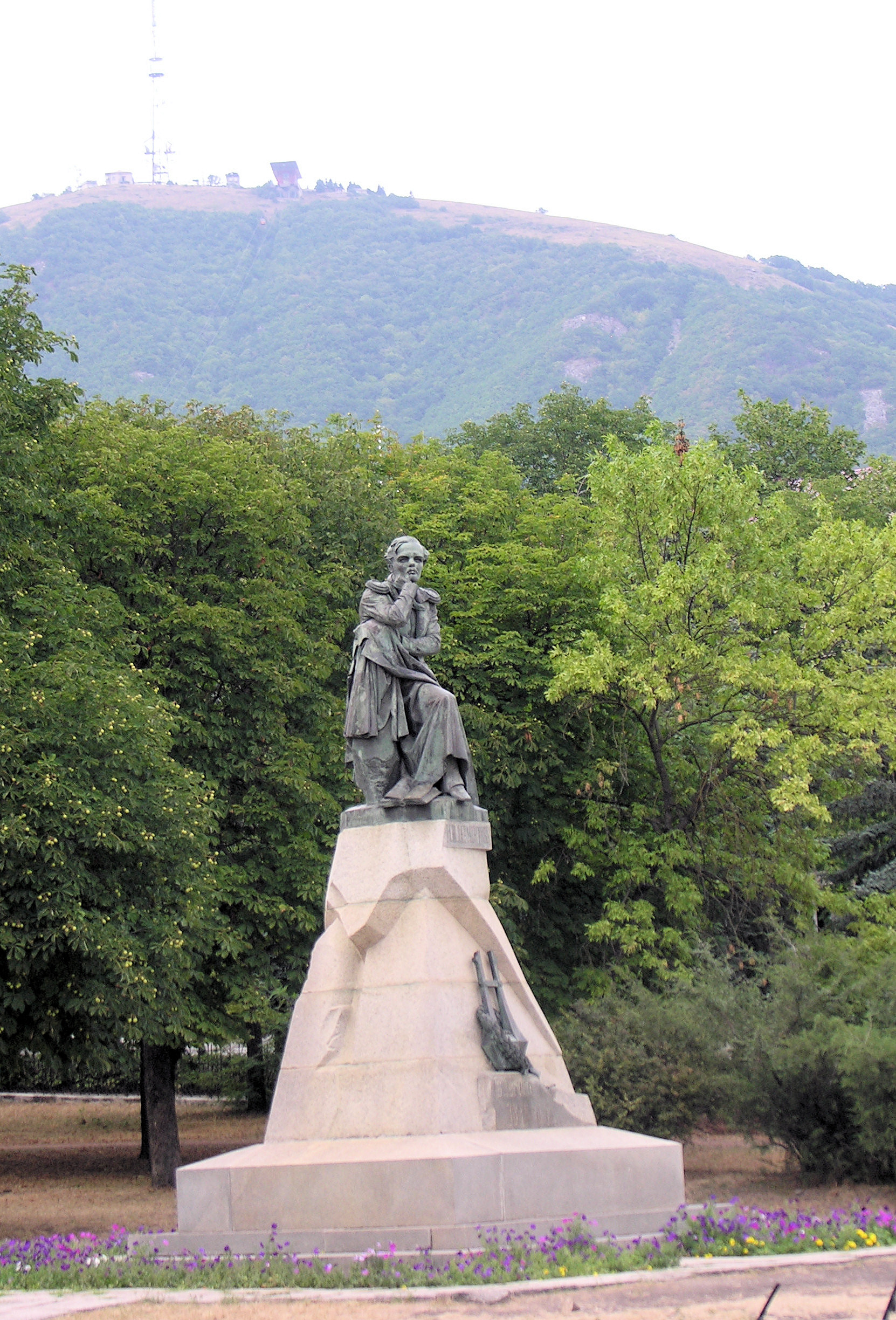
Памятник М. Ю. Лермонтову

1995 — завершено строительство второй очереди трамвайных путей в микрорайон «Бештау». Открыт маршрут № 8 «ул. Георгиевская» — «микрорайон Бештау».
28 апреля 1997 года произошёл террористический акт — взрыв в зале ожидания железнодорожного вокзала, осуществлённый чеченскими террористами. В результате теракта погибли два и ранены 17 человек.
6 октября 2000 — совершён теракт на территории железнодорожной станции Пятигорск.
8 декабря 2000 — совершён двойной теракт на территории торгового комплекса «Верхний рынок».
2005 — в сквере на пересечении ул. Дзержинского и пр. Кирова открыт памятник писателю Л. Н. Толстому. Скульптор Светлана Авакова.
2008 — в рамках ремонта и реконструкции центральных улиц Пятигорска на средства предпринимателей были установлены малые скульптурные формы: фигура Кисы Воробьянинова (в парке «Цветник»), скульптура Остапа Бендера (вход в тоннель озера Провал). Скульптор Р. Юсупов.
2010 — в средствах массовой информации была озвучена идея объединения городов Пятигорска и Лермонтова. Практического воплощения она не получила.
19 января 2010 — Пятигорск стал центром созданного образования Северо-Кавказский федеральный округ Российской Федерации.
9—27 августа 2010 — в Пятигорске на восточном склоне горы Машук (Комсомольская поляна) проходил первый Всекавказский молодёжный форум «Машук».
17 августа 2010 — в центре города на пр. Кирова совершён террористический акт.
11 сентября 2010 — на улице Лермонтова напротив музея-заповедника М. Ю. Лермонтова открыт памятник генералу А. П. Ермолову.
2012 — Пятигорский государственный гуманитарно-технологический университет реорганизован и включён в состав Северо-Кавказского федерального университета.
27 декабря 2013 — на Черкесском шоссе около здания полиции произошёл террористический акт.
22 марта 2016 — в Нагорном парке открыт Музей каменных древностей под открытым небом (филиал Пятигорского краеведческого музея).
12 мая 2016 — Пятигорский государственный лингвистический университет переименован в Пятигорский государственный университет.
15 марта 2018 — открытие новой средней общеобразовательной школы № 31 со спортивным уклоном.

## Известные гости
За время существования пятигорского курорта здесь побывали: А. С. Пушкин, М. Ю. Лермонтов, которым в Пятигорске были написаны части «Тамань», «Княжна Мери» произведения «Герой нашего времени» основные действия романа происходят в Пятигорске, М. И. Глинка, А. А. Бестужев-Марлинский, Л. Н. Толстой (здесь он написал повесть «Казаки»), А. С. Грибоедов, Н. И. Гнедич, А. А. Алябьев, В. Г. Белинский, Н. И. Пирогов, А. М. Горький, Ф. И. Шаляпин, Н. А. Ярошенко. Во второй половине XIX века в Пятигорске побывали А. П. Чехов, М. А. Балакирев, К. Хетагуров.